# Lyaud
Lyaud, ou Le Lyaud selon l'usage local, est une commune française située dans le département de la Haute-Savoie, en région Auvergne-Rhône-Alpes.

## Géographie

### Situation

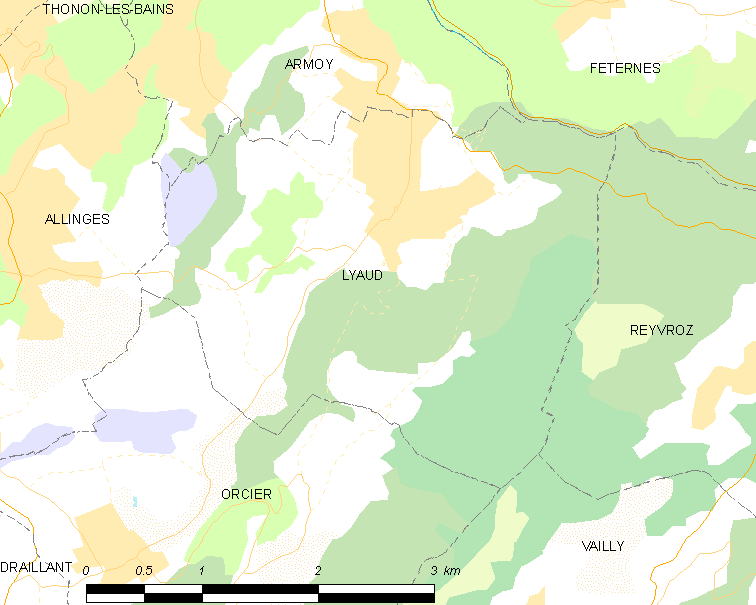
Territoire du Lyaud et les communes limitrophes.

#### Localisation
Le territoire communal se situe au pied du massif des Hermones. La mairie est installée à une altitude de 682 m.

#### Climat
Le climat y est de type ...
| Ville             | Ensoleillement | Pluie     | Neige    | Orage    | Brouillard |
| ----------------- | -------------- | --------- | -------- | -------- | ---------- |
| Paris             | 1 797 h/an     | 642 mm/an | 15 j/an  | 19 j/an  | 13 j/an    |
| Nice              | 2 694 h/an     | 767 mm/an | 1 j/an   | 31 j/an  | 1 j/an     |
| Strasbourg        | 1 637 h/an     | 610 mm/an | 30 j/an  | 29 j/an  | 65 j/an    |
| Lyaud             | ... h/an       | ... mm/an | ... j/an | ... j/an | ... j/an   |
| Moyenne nationale | 1 973 h/an     | 770 mm/an | 14 j/an  | 22 j/an  | 40 j/an    |

Le tableau ci-dessous indique les températures et les précipitations pour l'année 2006  :
| Mois                                   | J   | F   | M   | A   | M   | J   | J   | A   | S   | O   | N   | D   |
| -------------------------------------- | --- | --- | --- | --- | --- | --- | --- | --- | --- | --- | --- | --- |
| Températures maximales (°C)            | ... | ... | ... | ... | ... | ... | ... | ... | ... | ... | ... | ... |
| Températures minimales (°C)            | ... | ... | ... | ... | ... | ... | ... | ... | ... | ... | ... | ... |
| Températures moyennes (°C)             | ... | ... | ... | ... | ... | ... | ... | ... | ... | ... | ... | ... |
| Précipitations (hauteur moyenne en mm) | ... | ... | ... | ... | ... | ... | ... | ... | ... | ... | ... | ... |
| Source: Météo France                   |     |     |     |     |     |     |     |     |     |     |     |     |

## Urbanisme

### Typologie
Au 1er janvier 2024, Lyaud est catégorisée ceinture urbaine, selon la nouvelle grille communale de densité à sept niveaux définie par l'Insee en 2022.
Elle est située hors unité urbaine. Par ailleurs la commune fait partie de l'aire d'attraction de Thonon-les-Bains, dont elle est une commune de la couronne,. Cette aire, qui regroupe 18 communes, est catégorisée dans les aires de 50 000 à moins de 200 000 habitants,.

### Occupation des sols
L'occupation des sols de la commune, telle qu'elle ressort de la base de données européenne d’occupation biophysique des sols Corine Land Cover (CLC), est marquée par l'importance des forêts et milieux semi-naturels (53,8 % en 2018), en diminution par rapport à 1990 (55,5 %). La répartition détaillée en 2018 est la suivante : 
forêts (53,8 %), prairies (31,2 %), zones urbanisées (10,6 %), zones humides intérieures (2,1 %), zones agricoles hétérogènes (1,6 %), cultures permanentes (0,6 %).
L'IGN met par ailleurs à disposition un outil en ligne permettant de comparer l’évolution dans le temps de l’occupation des sols de la commune (ou de territoires à des échelles différentes). Plusieurs époques sont accessibles sous forme de cartes ou photos aériennes : la carte de Cassini (XVIIIe siècle), la carte d'état-major (1820-1866) et la période actuelle (1950 à aujourd'hui).

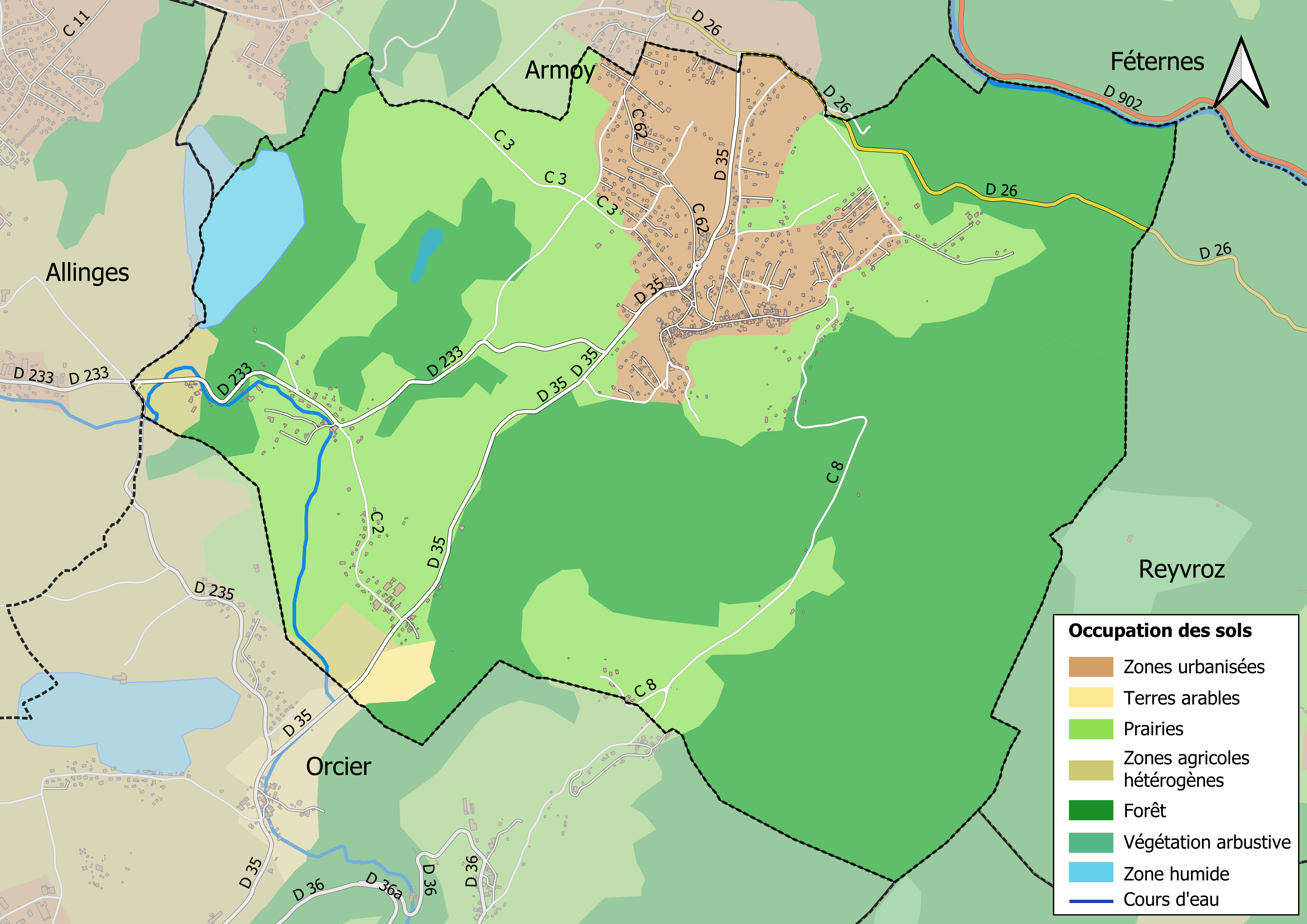
Carte des infrastructures et de l'occupation des sols en 2018 (CLC) de la commune.
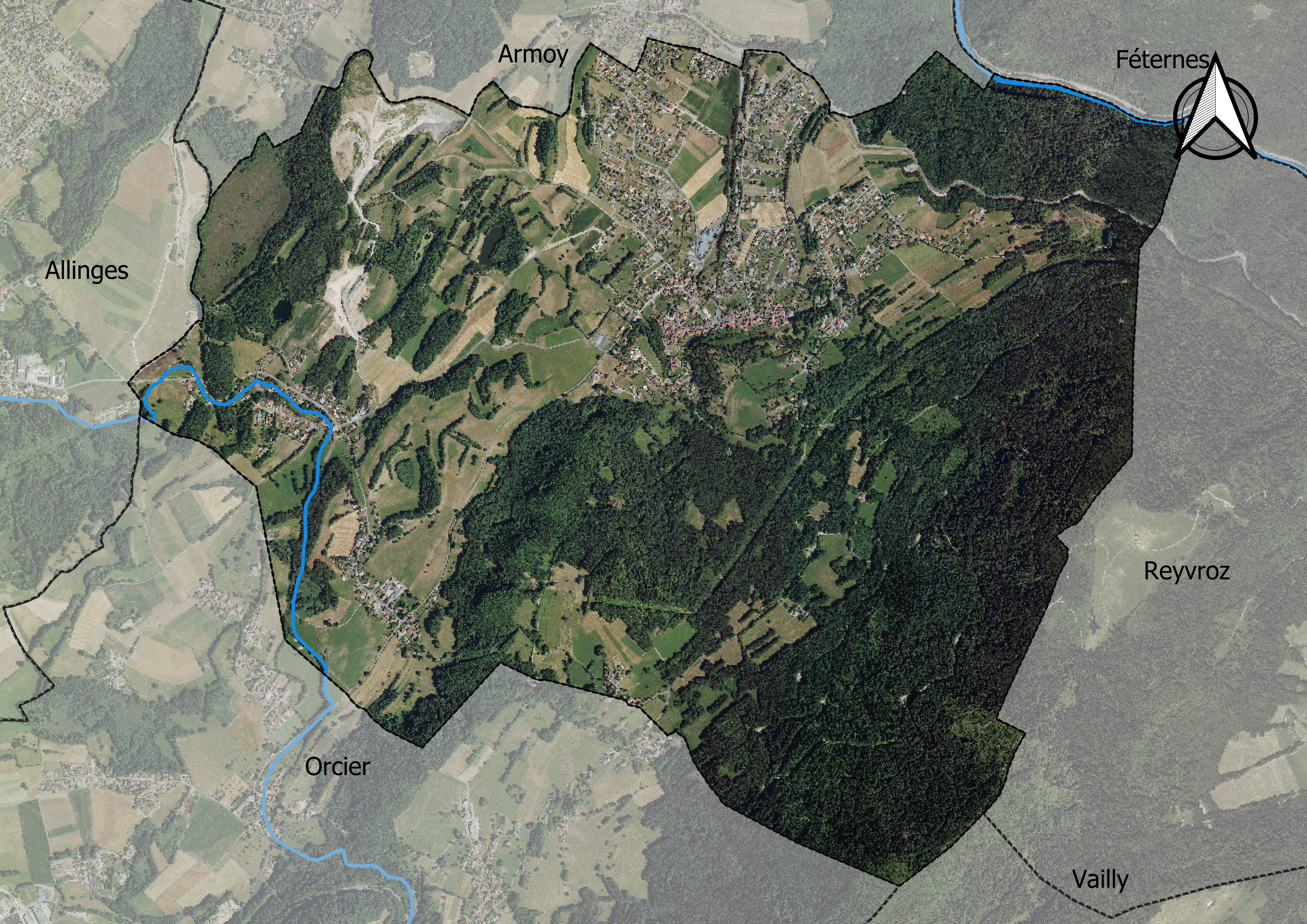
Carte orthophotogrammétrique de la commune.

## Toponymie
Le toponyme Lyaud, sans article, est fixé dans les documents officiels depuis 1860. Localement, il est fait usage de l'article Le (Le Lyaud).
La forme la plus répandue dans les documents de la période médiévale, où ce toponyme apparaît pour la première fois à la fin du XIIIe siècle, notamment dans les comptes de la châtellenie d'Allinge-Thonon des XIIIe et XIVe siècles, est toutefois Ouliaux, notamment chez Max Bruchet (1907) ou encore Monique Constant (1974). Les autres variantes observées sont Urliaux, Oulyau, etc.
Le toponyme serait issu d'un patronyme d'origine germanique, peut-être Léard, Liard qui sont une forme contractée du nom Léotard (en germain Leodhard). Le toponymiste Ernest Nègre en fait un dérivé de l'anthroponyme d'origine germanique *Lealdus,.
En francoprovençal, le nom de la commune s'écrit Le Lyô, selon la graphie de Conflans. Selon l'Office Géographique Arpitan, la forme serait Lo Lyârd (dont la transcription phonétique est [ləˈʎo] en API).

## Histoire
La paroisse du Lyaud appartient à celle d'Armoy jusqu'en 1844. Les habitants érigent une église à partir de 1859. Les travaux durent deux ans. Toutefois, bien que désormais indépendante, la paroisse est toujours administrativement attachée à Armoy jusqu'à un décret de 1867 où elle devient une commune autonome,.
Au lendemain de l'Annexion de la Savoie à la France, en 1860, les communes du Lyaud et d'Armoy sont unies pour former une commune unique, Lyaud-Armoy.

## Politique et administration

### Situation administrative
Lyaud appartient au canton de Thonon-les-Bains, qui compte selon le redécoupage cantonal de 2014 12 communes. Avant ce redécoupage, elle appartenait au canton de Thonon-les-Bains-Est, créé en 1995 des suites de la scission de l'ancien canton de Thonon-les-Bains.
Elle forme avec 24 autres communes la communauté de communes de Thonon Agglomération.
Lyaud relève de l'arrondissement de Thonon-les-Bains et de la cinquième circonscription de la Haute-Savoie, dont le député est  Marion Lenne (LREM) depuis les élections de 2017.

### Administration municipale
Voici ci-dessous le partage des sièges au sein du conseil municipal de Lyaud :

### Liste des maires
Liste de l'ensemble des maires qui se sont succédé à la mairie de Lyaud :

### Histoire administrative
Le Lyaud est érigée en commune indépendante par décret impérial du 7 mai 1867,.

## Population et société
Ses habitants sont appelés les Lyaudaines et Lyaudins.

### Démographie
L'évolution du nombre d'habitants est connue à travers les recensements de la population effectués dans la commune depuis 1793. Pour les communes de moins de 10 000 habitants, une enquête de recensement portant sur toute la population est réalisée tous les cinq ans, les populations de référence des années intermédiaires étant quant à elles estimées par interpolation ou extrapolation. Pour la commune, le premier recensement exhaustif entrant dans le cadre du nouveau dispositif a été réalisé en 2005.

En 2022, la commune comptait 1 766 habitants, en évolution de +3,09 % par rapport à 2016 (Haute-Savoie : +6,01 %, France hors Mayotte : +2,11 %).
| 1793 | 1800 | 1806 | 1822 | 1838 | 1848 | 1858 | 1861 | 1866  |
| ---- | ---- | ---- | ---- | ---- | ---- | ---- | ---- | ----- |
| 573  | 597  | 603  | 699  | 928  | 963  | 967  | 917  | 1 018 |

| 1872 | 1876 | 1881 | 1886 | 1891 | 1896 | 1901 | 1906 | 1911 |
| ---- | ---- | ---- | ---- | ---- | ---- | ---- | ---- | ---- |
| 780  | 699  | 703  | 654  | 619  | 610  | 572  | 534  | 498  |

| 1921 | 1926 | 1931 | 1936 | 1946 | 1954 | 1962 | 1968 | 1975 |
| ---- | ---- | ---- | ---- | ---- | ---- | ---- | ---- | ---- |
| 484  | 492  | 470  | 418  | 357  | 362  | 407  | 392  | 526  |

| 1982 | 1990 | 1999  | 2005  | 2006  | 2010  | 2015  | 2020  | 2022  |
| ---- | ---- | ----- | ----- | ----- | ----- | ----- | ----- | ----- |
| 641  | 866  | 1 043 | 1 304 | 1 333 | 1 502 | 1 704 | 1 745 | 1 766 |

| Année | Habitants | Hommes | Femmes |
| ----- | --------- | ------ | ------ |
| 1999  | 1042      | 51,3 % | 48,7 % |
| 2005  | 1304      | 49,6 % | 50,4 % |

| Année | Actifs occupés | Chômeurs | Retraités | Étudiants | Autres inactifs |
| ----- | -------------- | -------- | --------- | --------- | --------------- |
| 1999  | 48 %           | 1,9 %    | 13,1 %    | 8,6 %     | 28,3 %          |
| 2005  | 49,2 %         | 3,1 %    | 14,6 %    | 6,7 %     | 26,5 %          |

### Enseignement
Le Lyaud relève de l'académie de Grenoble. Celle-ci évolue sous la supervision de l'inspection départementale de l'Éducation nationale. La commune possède une école maternelle et une école primaire, en commun avec la commune limitrophe d'Armoy.
En 2016, une école catholique privée ouvre sous le nom "Cours Sainte Thérèse".

### Santé
Au début de l'année 2017 est prévu l'ouverture d'une maison médicale comportant un cabinet d'infirmier, un médecin, un orthophoniste et un kinésithérapeute. Les locaux se situeront au-dessus de l'actuelle micro-crèche

### Infrastrurures
- Place du Champ Dunant, aire de jeux pour enfants.
- Stade Marcel-Dubouloz, du nom d'un ancien maire, lieu d'entrainement de l'A.S Le Lyaud Armoy.

### Médias
- Télévision locale : TV8 Mont-Blanc.

## Économie

### Commerce
- Fruitière fromagerie : La Ferme de Trossy
- Epicerie salon de thé : les 2 tartes
- Restaurant bar : Le d'joss bar

## Culture et patrimoine

### Lieux et monuments
- Église Saint-Nicolas du Lyaud, édifiée dans un style néoclassique sarde entre 1859 et 1861[13],[23].

### Espaces verts

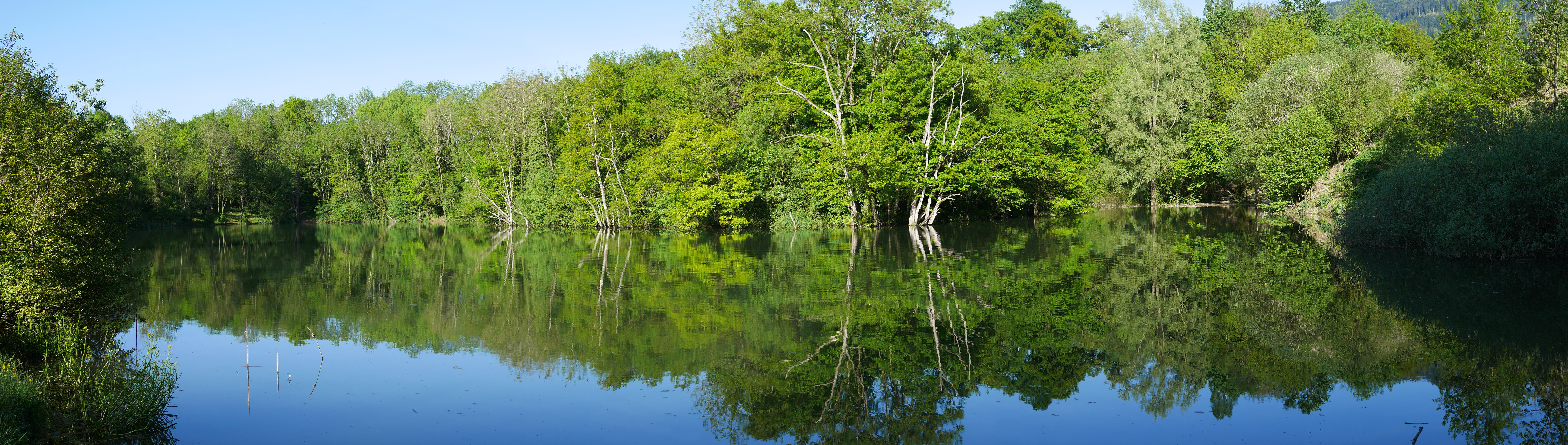
Voua du Lyaud.

- Vouas du Lyaud. Les « vouas », dérivé, du patois « vouatte », désignent une prairie gazonnée humide, où des étangs se sont formés dans d'anciennes dépressions glaciaires[24].

### Personnalités liées à la commune
- Yohann Lacroix (footballeur).

### Héraldique
| Armes de Lyaud | Les armes de Lyaud se blasonnent ainsi : D'or à l'arbre terrassé de sinople, chargé dans son feuillage d'un écusson de gueules à la croix d'or. |